# 高遠菜穂子
高遠 菜穂子（たかとお なほこ、1970年1月14日 - ）は、日本のボランティア活動家。

## 経歴
1970年1月14日 、北海道千歳市に生まれる。1982年千歳市立桜木小学校卒業、1988年、北海道千歳高等学校卒業。麗澤大学外国語学部英語学科を卒業。1年間の会社勤務を経て、アメリカ合衆国に渡り、田尻成芳のもとを訪ねる。その後、千歳市にあるカラオケボックス（実家の家業）の経営にたずさわる。
2000年にインドに行き、カルカッタにある「マザーテレサの家」でボランティア活動を行う。2001年にカンボジアを訪れ、エイズホスピスで活動を始める。同年、インド西部地震のあとにカルカッタのボランティア仲間とともに救援活動にたずさわる。
2003年5月にイラクに初めて入国する。その後、個人の立場で「人道支援」活動に関わる。2004年1月6日、その活動を産経新聞に朝刊一面写真付きで顕彰された。2004年4月7日、他の日本人男性2名とともに、「サラヤ・ムジャヒディン」と名乗る武装勢力に監禁される（イラク日本人人質事件）。日本の外務省は米軍に保護を求めたが、内外からその釈放を求める動きもあった。4月15日に解放された。なお、高遠は週刊誌に「12歳で煙草を覚え、13歳でトルエンにはまり、15歳でガンジャマンになった」と執筆した。
その後は日本各地で講演活動をおこなう。イラクの隣国のヨルダンを拠点に支援活動を続ける。2009年4月、5年ぶりにイラクを訪れ、病院や学校などを視察。その後もイラクにおいて、路上生活者の自立支援プロジェクトに参加する。雑誌『週刊金曜日』には「破壊と希望のイラク」を連載。
イラク支援ボランティア活動を継続して行うとともに、憲法第九条の護憲なども訴えている。集団的自衛権の行使については、「仮に自衛隊が救出に駆け付けていたら私たちは撃ち殺されていた」と主張し、反対している。
イラク日本人人質事件から9年が経過した2013年、伊藤めぐみ監督が制作し人質だった高遠や今井紀明のその後を描いたドキュメンタリー映画『ファルージャ、イラク戦争日本人人質事件…そして』が公開された。ただし、イラク人質事件で一緒に人質となった郡山総一郎はこの映画には出演しなかった。

## 著書
- 『愛してるって、どう言うの? ―生きる意味を探す旅の途中で―』（文芸社、2002年6月） - ISBN 4835540743
- 『戦争と平和 それでもイラク人を嫌いになれない』（講談社、2004年8月） - ISBN 4062125412
- 『破壊と希望のイラク』（金曜日、2011年3月） - ISBN 9784906605729

## 出演
映画
- 『ファルージャ、イラク戦争日本人人質事件…そして』（2013年）

テレビ番組
- クローズアップ現代『終わらぬイラク〜高遠菜穂子さんの6年〜』（2010年3月3日、NHK）[13]